# Anders Rachlew
Anders Rachlew, född 26 augusti 1882 i Drammen, död 11 januari 1970, var en norsk-dansk pianist och tonsättare.
Rachlew blev student 1900. Han studerade under skoltiden piano hos Agathe Backer-Grøndahl, från 1901 i Berlin hos Xaver Scharwenka och Teresa Carreño. Han bosatte sig i Tyskland och framträdde från 1908 på talrika konserter i Tyskland och Skandinavien.
Rachlew bosatte sig i Köpenhamn 1915 och bedrev dirigentverksamhet där från 1921, blev dirigent för Dansk Filharmoniske Selskab 1925, för Filharmoniske kor 1926, Bel Canto-kören 1928 (efter Vilhelm Poulsen), förste förbundsdirigent i Dansk Sangerforbund 1930, överdirigent för de samlade köpenhamnska manskörerna, överdirigent för de själländska centralsångföreningarna 1933 och dirigent för Det danske handelsstands manskör 1935.
Rachlew var professor vid Det Kongelige Danske Musikkonservatorium 1915–49. Han komponerade en rad verk för piano och kör samt kammarmusik. Han innehade en rad förtroendeuppdrag inom danskt musikliv och verkade som musikpedagog.